# Mistrzostwa Europy w Lekkoatletyce 2012
21. Mistrzostwa Europy w Lekkoatletyce – zawody lekkoatletyczne, które rozegrane zostały w stolicy Finlandii – Helsinkach od 27 czerwca do 1 lipca 2012. Organizatora zawodów European Athletics wybrało na posiedzeniu w Barcelonie 9 listopada 2009. W programie, rozgrywanych w roku igrzysk olimpijskich, mistrzostw nie było chodu sportowego oraz biegu maratońskiego. Kandydatami do organizacji czempionatu były Helsinki oraz Norymberga.
Na początku 2011 European Athletics i Lokalny Komitet Organizacyjny ogłosiły otwarty konkurs na zaprojektowanie loga czempionatu. Do konkursu zgłoszono 257 projektów z 38 krajów – w ostatnich dniach lutego 2011 Komitet Organizacyjny przedstawił cztery propozycje, a ostatecznego wyboru logotypu dokonali Internauci. Logo mistrzostw zostało zaprezentowane 24 marca 2011. Ceremonia otwarcia mistrzostw odbyła się na Placu Senackim w centrum Helsinek.
Do mistrzostw zgłoszono 1342 zawodników z 50 krajów skupionych w European Athletics.
Rywalizacja w wielobojach kobiet i mężczyzn zaliczana była do cyklu IAAF Combined Events Challenge.
Trzeci zawodnik konkursu dyskoboli – Węgier Zoltán Kővágó (66,42) został pozbawiony brązowego medalu z powodu dopingu.
Pierwszy raz w historii lekkoatletycznych mistrzostw Europy medale nie były wręczane zawodnikom na stadionie, a w specjalnym miasteczku mistrzostw Europy ulokowanym w pobliżu stadionu. Oficjalną piosenką mistrzostw było nagranie I’m a mess fińskiego zespołu The Rasmus.
Z silną krytyką spotkała się przebudowa stadionu w Helsinkach – bardzo ostre wiraże spowodowały liczne dyskwalifikacje w długich biegach sprinterskich. Na tę kwestię zawodnicy zwracali uwagę już tuż po pierwszych zawodach po modernizacji obiektu (meczu lekkoatletycznym Finlandia-Szwecja w 2010).

## Rezultaty
| CR – rekord mistrzostw \| NR – rekord kraju \| AR – rekord Europy            |
| WL – najlepszy tegoroczny wynik na listach światowych \| PB – rekord życiowy |

### Mężczyźni
| Konkurencja:                              | 1. miejsce                                                                            | Rezultat     | 2. miejsce                                                                     | Rezultat  | 3. miejsce                                                                                 | Rezultat     |
| Bieg na 100 m (szczegóły)                 | Christophe Lemaitre                                                                   | 10,09        | Jimmy Vicaut                                                                   | 10,12     | Jaysuma Saidy Ndure                                                                        | 10,17        |
| Bieg na 200 m (szczegóły)                 | Churandy Martina                                                                      | 20,42        | Patrick van Luijk                                                              | 20,87     | Daniel Talbot                                                                              | 20,95        |
| Bieg na 400 m (szczegóły)                 | Pavel Maslák                                                                          | 45,24        | Marcell Deák-Nagy                                                              | 45,52     | Yannick Fonsat                                                                             | 45,82        |
| Bieg na 800 m (szczegóły)                 | Jurij Borzakowski                                                                     | 1:48,61      | Andreas Bube                                                                   | 1:48,69   | Pierre-Ambroise Bosse                                                                      | 1:48,83      |
| Bieg na 1500 m (szczegóły)                | Henrik Ingebrigtsen                                                                   | 3:46,20      | Florian Carvalho                                                               | 3:46,33   | David Bustos                                                                               | 3:46,45      |
| Bieg na 5000 m (szczegóły)                | Mohamed Farah                                                                         | 13:29,91     | Arne Gabius                                                                    | 13:31,83  | Polat Kemboi Arıkan                                                                        | 13:32,63     |
| Bieg na 10 000 m (szczegóły)              | Polat Kemboi Arıkan                                                                   | 28:22,27     | Daniele Meucci                                                                 | 28:22,73  | Jewgienij Rybakow                                                                          | 28:22,95 SB  |
| Bieg na 110 m przez płotki (szczegóły)    | Siergiej Szubienkow                                                                   | 13,16        | Garfield Darien                                                                | 13,20     | Artur Noga                                                                                 | 13,27 =NR    |
| Bieg na 400 m przez płotki (szczegóły)    | Rhys Williams                                                                         | 49,33 SB     | Emir Bekrić                                                                    | 49,49     | Stanisław Melnykow                                                                         | 49,69        |
| Bieg na 3000 m z przeszkodami (szczegóły) | Mahiedine Mekhissi-Benabbad                                                           | 8:33,29      | Tarık Langat Akdağ                                                             | 8:35,24   | Víctor García                                                                              | 8:35,87      |
| Sztafeta 4 × 100 m (szczegóły)            | Holandia · Brian Mariano · Churandy Martina · Giovanni Codrington · Patrick van Luijk | 38,34 EL NR  | Niemcy · Julian Reus · Tobias Unger · Alexander Kosenkow · Lucas Jakubczyk     | 38,44     | Francja · Ronald Pognon · Christophe Lemaitre · Pierre-Alexis Pessonneaux · Emmanuel Biron | 38,46        |
| Sztafeta 4 × 400 m (szczegóły)            | Belgia · Antoine Gillet · Jonathan Borlée · Jente Bouckaert · Kévin Borlée            | 3:01,09 EL   | Wielka Brytania · Nigel Levine · Conrad Williams · Robert Tobin · Richard Buck | 3:01,56   | Niemcy · Jonas Plass · Kamghe Gaba · Eric Krüger · Thomas Schneider                        | 3:01,77      |
| Skok wzwyż (szczegóły)                    | Robert Grabarz                                                                        | 2,31         | Raivydas Stanys                                                                | 2,31 PB   | Mickaël Hanany                                                                             | 2,28         |
| Skok o tyczce (szczegóły)                 | Renaud Lavillenie                                                                     | 5,97 WL      | Björn Otto                                                                     | 5,92 PB   | Raphael Holzdeppe                                                                          | 5,77 =SB     |
| Skok w dal (szczegóły)                    | Sebastian Bayer                                                                       | 8,34 SB      | Luis Méliz                                                                     | 8,21 SB   | Michel Tornéus                                                                             | 8,17 SB      |
| Trójskok (szczegóły)                      | Fabrizio Donato                                                                       | 17,63w       | Szeryf El-Szeryf                                                               | 17,28w    | Alaksiej Capik                                                                             | 16,97w       |
| Pchnięcie kulą (szczegóły)                | David Storl                                                                           | 21,58 SB     | Rutger Smith                                                                   | 20,55 =SB | Asmir Kolašinac                                                                            | 20,36        |
| Rzut dyskiem (szczegóły)                  | Robert Harting                                                                        | 68,30        | Gerd Kanter                                                                    | 66,53     | Rutger Smith                                                                               | 64,02        |
| Rzut młotem (szczegóły)                   | Krisztián Pars                                                                        | 79,72        | Aleksiej Zagorny                                                               | 77,40     | Szymon Ziółkowski                                                                          | 76,67        |
| Rzut oszczepem (szczegóły)                | Vítězslav Veselý                                                                      | 83,72        | Walerij Iordan                                                                 | 83,32 PB  | Ari Mannio                                                                                 | 82,63        |
| Dziesięciobój (szczegóły)                 | Pascal Behrenbruch                                                                    | 8558 pkt. PB | Ołeksij Kasjanow                                                               | 8321 pkt. | Ilja Szkurieniow                                                                           | 8219 pkt. PB |

### Kobiety
| Konkurencja:                              | 1. miejsce                                                                     | Rezultat     | 2. miejsce                                                                   | Rezultat  | 3. miejsce                                                                       | Rezultat    |
| Bieg na 100 m (szczegóły)                 | Iwet Łałowa                                                                    | 11,28        | Ołesia Powch                                                                 | 11,32     | Lina Grinčikaitė                                                                 | 11,32       |
| Bieg na 200 m (szczegóły)                 | Marija Riemień                                                                 | 23,05        | Chrystyna Stuj                                                               | 23,17     | Myriam Soumaré                                                                   | 23,21       |
| Bieg na 400 m (szczegóły)                 | Moa Hjelmer                                                                    | 51,13 NR PB  | Ksienija Zadorina                                                            | 51,26 SB  | Iłona Usowicz                                                                    | 51,94       |
| Bieg na 800 m (szczegóły)                 | Lynsey Sharp                                                                   | 2:00,52 PB   | Marina Arzamasowa                                                            | 2:01,02   | Lilija Łobanowa                                                                  | 2:01,29     |
| Bieg na 1500 m (szczegóły)                | Nuria Fernández                                                                | 4:08,80      | Diana Sujew                                                                  | 4:09,28   | Tereza Čapková                                                                   | 4:10,17     |
| Bieg na 5000 m (szczegóły)                | Olga Gołowkina                                                                 | 15:11,70     | Ludmyła Kowałenko                                                            | 15:12,03  | Sara Moreira                                                                     | 15:12,05    |
| Bieg na 10 000 m (szczegóły)              | Ana Dulce Félix                                                                | 31:44,75 SB  | Joanne Pavey                                                                 | 31:49,03  | Olha Skrypak                                                                     | 31:51,32 PB |
| Bieg na 100 m przez płotki (szczegóły)    | Alina Tałaj                                                                    | 12,91        | Jekatierina Popławska                                                        | 12,97     | Beate Schrott                                                                    | 12,98       |
| Bieg na 400 m przez płotki (szczegóły)    | Irina Dawydowa                                                                 | 53,77 WL PB  | Denisa Rosolová                                                              | 54,24 PB  | Aanna Jaroszczuk                                                                 | 54,35 PB    |
| Bieg na 3000 m z przeszkodami (szczegóły) | Gülcan Mıngır                                                                  | 9:32,96      | Antje Möldner                                                                | 9:36,37   | Gesa Felicitas Krause                                                            | 9:38,20     |
| Sztafeta 4 × 100 m (szczegóły)            | Niemcy · Leena Günther · Anne Cibis · Tatjana Pinto · Verena Sailer            | 42,51 EL     | Holandia · Kadene Vassell · Dafne Schippers · Eva Lubbers · Jamile Samuel    | 42,80 NR  | Polska · Marika Popowicz · Daria Korczyńska · Marta Jeschke · Ewelina Ptak       | 43,06       |
| Sztafeta 4 × 400 m (szczegóły)            | Ukraina · Julija Oliszewska · Olha Zemlak · Natalija Pyhyda · Alina Łohwynenko | 3:25,07 EL   | Francja · Phara Anacharsis · Lénora Guion-Firmin · Marie Gayot · Floria Gueï | 3:25,49   | Czechy · Zuzana Hejnová · Zuzana Bergrová · Jitka Bartoničková · Denisa Rosolová | 3:26,02     |
| Skok wzwyż (szczegóły)                    | Ruth Beitia                                                                    | 1,97 SB      | Tonje Angelsen                                                               | 1,97 PB   | Irina Gordiejewa Emma Green Ołena Chołosza                                       | 1,92        |
| Skok o tyczce (szczegóły)                 | Jiřina Ptáčníková                                                              | 4,60         | Martina Strutz                                                               | 4,60 SB   | Nikoleta Kiriakopulu                                                             | 4,60 =SB    |
| Skok w dal (szczegóły)                    | Éloyse Lesueur                                                                 | 6,81 SB      | Wolha Sudarawa                                                               | 6,74      | Margrethe Renstrøm                                                               | 6,67        |
| Trójskok (szczegóły)                      | Olha Saładucha                                                                 | 14,99 PB WL  | Patrícia Mamona                                                              | 14,52 NR  | Jana Borodina                                                                    | 14,36       |
| Pchnięcie kulą (szczegóły)                | Nadine Kleinert                                                                | 19,18        | Irina Tarasowa                                                               | 18,91     | Chiara Rosa                                                                      | 18,47       |
| Rzut dyskiem (szczegóły)                  | Sandra Perković                                                                | 67,62        | Nadine Müller                                                                | 65,41     | Natalija Fokina-Semenowa                                                         | 62,91       |
| Rzut młotem (szczegóły)                   | Anita Włodarczyk                                                               | 74,29        | Martina Hrašnová                                                             | 73,34 SB  | Anna Bułgakowa                                                                   | 71,47       |
| Rzut oszczepem (szczegóły)                | Wira Rebryk                                                                    | 66,86 NR     | Christina Obergföll                                                          | 65,12     | Linda Stahl                                                                      | 63,69       |
| Siedmiobój (szczegóły)                    | Antoinette Nana Djimou                                                         | 6544 pkt. PB | Laura Ikauniece                                                              | 6335 pkt. | Aiga Grabuste                                                                    | 6325 pkt.   |

## Klasyfikacja medalowa

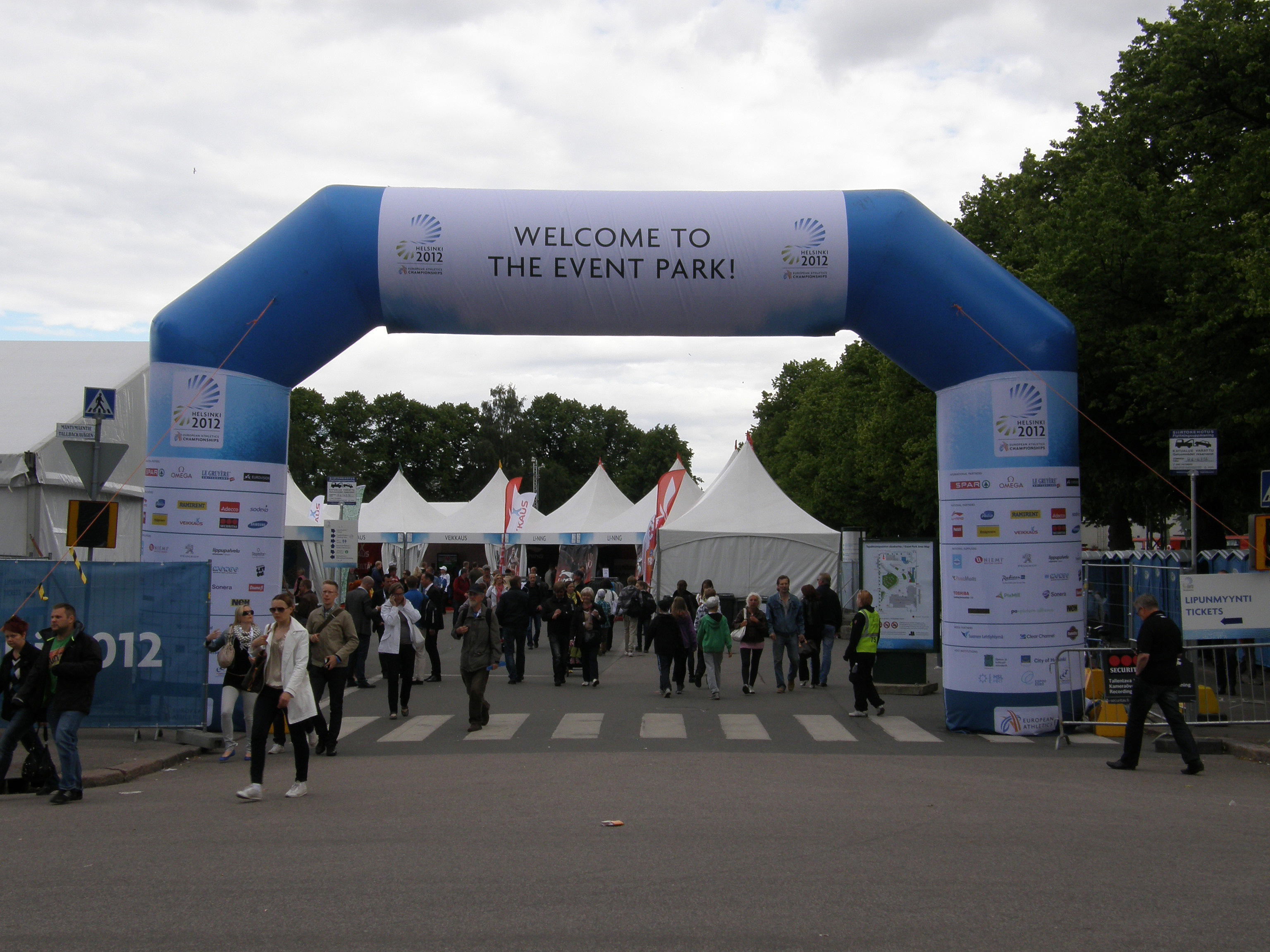
Wejście do miasteczka mistrzostw Europy w pobliżu stadionu gdzie dekorowani byli medaliści zawodów

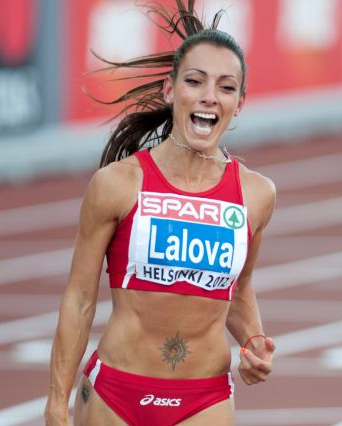
Bułgarka Iwet Łałowa po zdobyciu złota na 100 metrów

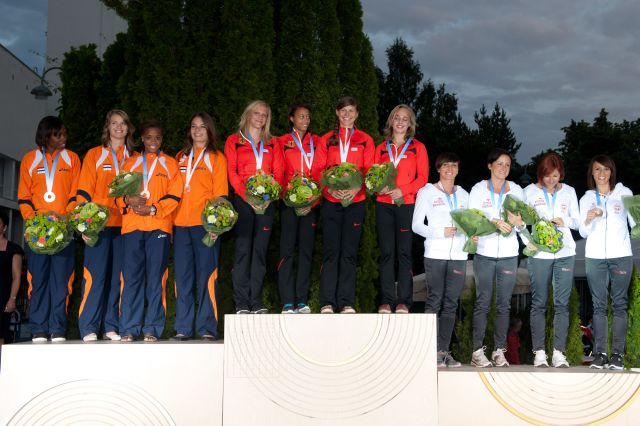
Medalistki biegu sztafetowego 4x100 metrów na podium

| Miejsce | Kraj            | Złoto | Srebro | Brąz | Razem |
| 1.      | Niemcy          | 6     | 8      | 4    | 18    |
| 2.      | Francja         | 5     | 4      | 5    | 14    |
| 3.      | Ukraina         | 4     | 5      | 6    | 15    |
| 4.      | Rosja           | 4     | 4      | 5    | 13    |
| 5.      | Wielka Brytania | 4     | 2      | 1    | 7     |
| 6.      | Czechy          | 3     | 1      | 2    | 6     |
| 7.      | Holandia        | 2     | 3      | 1    | 6     |
| 8.      | Hiszpania       | 2     | 1      | 2    | 5     |
| 9.      | Turcja          | 2     | 1      | 1    | 4     |
| 10.     | Białoruś        | 1     | 3      | 2    | 6     |
| 11.     | Norwegia        | 1     | 1      | 2    | 4     |
| 12.     | Portugalia      | 1     | 1      | 1    | 3     |
| 12.     | Włochy          | 1     | 1      | 1    | 3     |
| 14.     | Węgry           | 1     | 1      | 0    | 2     |
| 15.     | Polska          | 1     | 0      | 3    | 4     |
| 16.     | Szwecja         | 1     | 0      | 2    | 3     |
| 17.     | Belgia          | 1     | 0      | 0    | 1     |
| 17.     | Bułgaria        | 1     | 0      | 0    | 1     |
| 17.     | Chorwacja       | 1     | 0      | 0    | 1     |
| 20.     | Litwa           | 0     | 1      | 1    | 2     |
| 20.     | Łotwa           | 0     | 1      | 1    | 2     |
| 20.     | Serbia          | 0     | 1      | 1    | 2     |
| 23.     | Dania           | 0     | 1      | 0    | 1     |
| 23.     | Estonia         | 0     | 1      | 0    | 1     |
| 23.     | Słowacja        | 0     | 1      | 0    | 1     |
| 26.     | Austria         | 0     | 0      | 1    | 1     |
| 26.     | Finlandia       | 0     | 0      | 1    | 1     |
| 26.     | Grecja          | 0     | 0      | 1    | 1     |

## Uczestnicy
Do 21. Mistrzostw Europy zgłoszono 1342 zawodników (738 mężczyzn i 604 kobiety) z 50 państw skupionych w European Athletics.

- Albania
- Andora
- Armenia
- Austria
- Azerbejdżan
- Białoruś
- Belgia
- Bośnia i Hercegowina
- Bułgaria
- Chorwacja
- Czarnogóra
- Cypr
- Czechy (44)[20]
- Dania
- Estonia
- Finlandia
- Francja
- Grecja
- Gruzja
- Gibraltar
- Hiszpania
- Holandia
- Islandia
- Irlandia
- Izrael
- Liechtenstein
- Litwa
- Luksemburg
- Macedonia Północna
- Malta
- Mołdawia
- Monako
- Niemcy
- Norwegia
- Polska (56)[21]
- Portugalia
- Rumunia
- Rosja
- San Marino
- Serbia
- Słowacja
- Słowenia
- Szwajcaria
- Szwecja
- Turcja
- Ukraina
- Węgry
- Wielka Brytania
- Włochy